# ロマン・バルデ
ロマン・バルデ（Romain Bardet、1990年11月9日 - ）は、フランス、ブリウド出身の自転車競技（ロードレース）選手。「ロメン・バルデ」とも表記される。チームDSM・フィルメニッヒ・ポストNL所属。

## 来歴

### 2010年
- ツール・ド・ラブニール 総合6位

### 2011年
- ツール・ド・ラブニール 区間1勝(第5)

### 2013年
- ツール・ド・フランスに初出場。第17ステージで落車リタイアしたエースのジャン＝クリストフ・ペローに代わりエースを担い、フランス人最高位となる総合15位となった。
- ツール・ド・レン 総合優勝
- ツアー・オブ・北京 総合5位

### 2014年
- ツール・ド・フランスでは昨年に引き続きペローのアシストをしつつ総合上位を狙う。新人賞はティボー・ピノとの争いの末、ピノの獲得が確定的に。このため、ティジェイ・ヴァン・ガーデレンと総合5位争いを展開。最終日前日の個人タイムトライアルでペローがピノを逆転し総合2位となるも、バルデは僅差でヴァン・ガーデレンに競り負け総合6位でフィニッシュした。

### 2015年
- クリテリウム・デュ・ドフィネ
  - ステージ1勝(第5)
- ツール・ド・フランスでは3年連続でペローのアシストに。昨年のように総合トップ5争いには絡めなかったが、第18ステージで独走勝利。総合敢闘賞も受賞した。

### 2016年
- クリテリウム・デュ・ドフィネではクリス・フルームに続き総合2位。
- ツール・ド・フランス 総合2位
  - ドーフィネで総合2位に入り臨んだツール。途中までは総合5位辺りに位置していたが、第19ステージのドマンシの丘の下りでアタック。先行するルイ・コスタを追い抜き区間優勝。この勝利で総合2位に浮上。最終日のパリまで総合2位を堅守し、自身初の総合表彰台を獲得した。

### 2017年
- ツール・ド・フランス 総合3位
  - 昨年総合2位を獲得し一躍打倒フルームの最有力候補となり、フランス中の期待を背負い出場。チームの本拠地がフィニッシュ地点となった第9ステージでは一時先頭に立つも後続に捕まりステージ4位に。しかしペイラギュードへの頂上フィニッシュとなった第12ステージで抜群の加速を見せステージ優勝。その後もフルームに対し幾度となく攻撃を仕掛けるも封じられ、第20ステージの個人タイムトライアルではあわや総合4位転落の危機に陥るもミケル・ランダに対し1秒差で表彰台を死守し、総合3位でフィニッシュした。

### 2018年
- クラシック・ドゥ・ラルデシュ・ローヌ・クリュセル　優勝
- ストラーデ・ビアンケ　2位
- リエージュ〜バストーニュ〜リエージュ　3位
- クリテリウム・デュ・ドーフィネ　総合3位
- 世界選手権　2位（ロードレース）

### 2019年
- ツール・ド・フランス　 山岳賞

### 2021年
チームDSMへ移籍。
- ブエルタ・ア・ブルゴス  山岳賞（第3ステージ優勝）
- ブエルタ・ア・エスパーニャ 区間優勝（第14ステージ）

### 2022年
- ツアー・オブ・ジ・アルプス  総合優勝

### 2023年
- ブエルタ・ア・エスパーニャ 区間優勝（第1ステージ・チームタイムトライアル）

### 2024年
- ツール・ド・フランス 区間優勝（第1ステージ）